# Pelucha trifida
Pelucha trifida là một loài thực vật có hoa trong họ Cúc. Loài này được S.Watson mô tả khoa học đầu tiên năm 1889.